# Knight of the Dead
Pour plus de détails, voir Fiche technique et Distribution.
Knight of the Dead est un film fantastique américain de 2013, réalisé par Mark Atkins et mettant en vedettes Vivien Vilela, Lee Bennett et Alan Calton.

## Synopsis
Traqués par des pillards, une bande de chevaliers en croisade escorte le Saint Graal à travers une vallée affligée par la peste noire. Ils doivent se frayer à coups d’épée un chemin vers la liberté

## Distribution
- Feth Greenwood : Leuthar
- Vivien Vilela : Badriyah
- Lee Bennett : Anzo
- Dylan Jones : Bjorn
- Alan Calton : Gabriel
- Jason Beeston : Raphael
- George McCluskey : Calon
- Alf Thompson : Cybron
- Dennis Carr : Prêtre
- Eva Morgan : Gwendolyn
- Han : chef des assassins
- Matt Saxon : Assassin #1
- Neill Scullard : Assassin #2
- Dylan Kennedy : Assassin #3
- Ryan Hazeldine : Assassin #4
- Peter Hallett : Assassin #5
- Nia Ann : Fille zombie dans la grotte
- Barry Rees Jones : Zombie qui a tué Gabriel[2]

## Production
Le tournage du film a eu lieu dans le parc national de Snowdonia, région de Gwynedd, au Pays de Galles, au Royaume-Uni.